# Carísios (prevere)
Carísios (Charisius, Kharísios, Χαρίσιος) fou un prevere de l'església de Filadèlfia del segle v. Abans del concili d'Efes del 431, Antoni i Jaume, preveres de Constantinoble i nestorians, van anar a Filadèlfia amb cartes d'Anastasi i Foci, demanant una confessió de fe nestoriana; Carísios s'hi va oposar però va haver de signar i més tard al concili va denunciar a Antoni, Jaume i Anastasi, i va presentar una confessió de la seva veritable fe, conforme als acords del concili de Nicea.